# Pelyněk pravý
Pelyněk pravý (Artemisia absinthium) je vytrvalá, až 120 cm vysoká dřevnatějící bylina s listnatými lodyhami, zakončenými volnými latami žlutých úborů, náležející do čeledi hvězdnicovité (Asteraceae).

## Popis
Má mnohačetný oddenek, spodní část lodyhy dřevnatí. Světlé lodyhy tvoří trsy. Peřenodílné listy jsou stříbřito-šedě plstnaté. Přízemní listy mají dlouhý řapík, jsou třikrát peřenodílné, s úzce kopinatými úkrojky. Horní lodyžní listy jsou jednoduše nebo dvakrát peřenodílné. Vrcholičnaté laty tvoří drobné, kulovité květní úbory. Květenství se skládá z trubkovitých, žlutých květů. Plody jsou vejčité nažky.

## Výskyt
Pelyněk pochází z mírného pásma Evropy i Asie. Často zplaňuje a nacházíme ho pak na neobhospodařovaných lokalitách, podél cest, na rumištích, náspech, smetištích a skalnatých stráních. Může se pěstovat.

## Sběr
Sběr probíhá v červnu až srpnu. Sbírá se nať. Nezdřevnatělá část se seřezává a váže se do svazků. Suší se ve stínu nebo za umělého sušení při teplotách do 40 °C. Nejkvalitnější je list a květ. Droga je kořenitého pachu a má hořkou až odpornou chuť.

## Účinné látky
Nejdůležitější látkou v pelyňku je silice. Její hlavní složkou jsou chamazulény, thujol a thujon, který je ve vyšších dávkách toxický, vyvolává závratě a křeče. Dále obsahuje kandiden, felandren, seskviterpenové laktony, flavonoidy, třísloviny, absinthin a anabsinthin a malé množství dalších látek. Nejvyšší obsah silice je v době zralosti.

## Použití

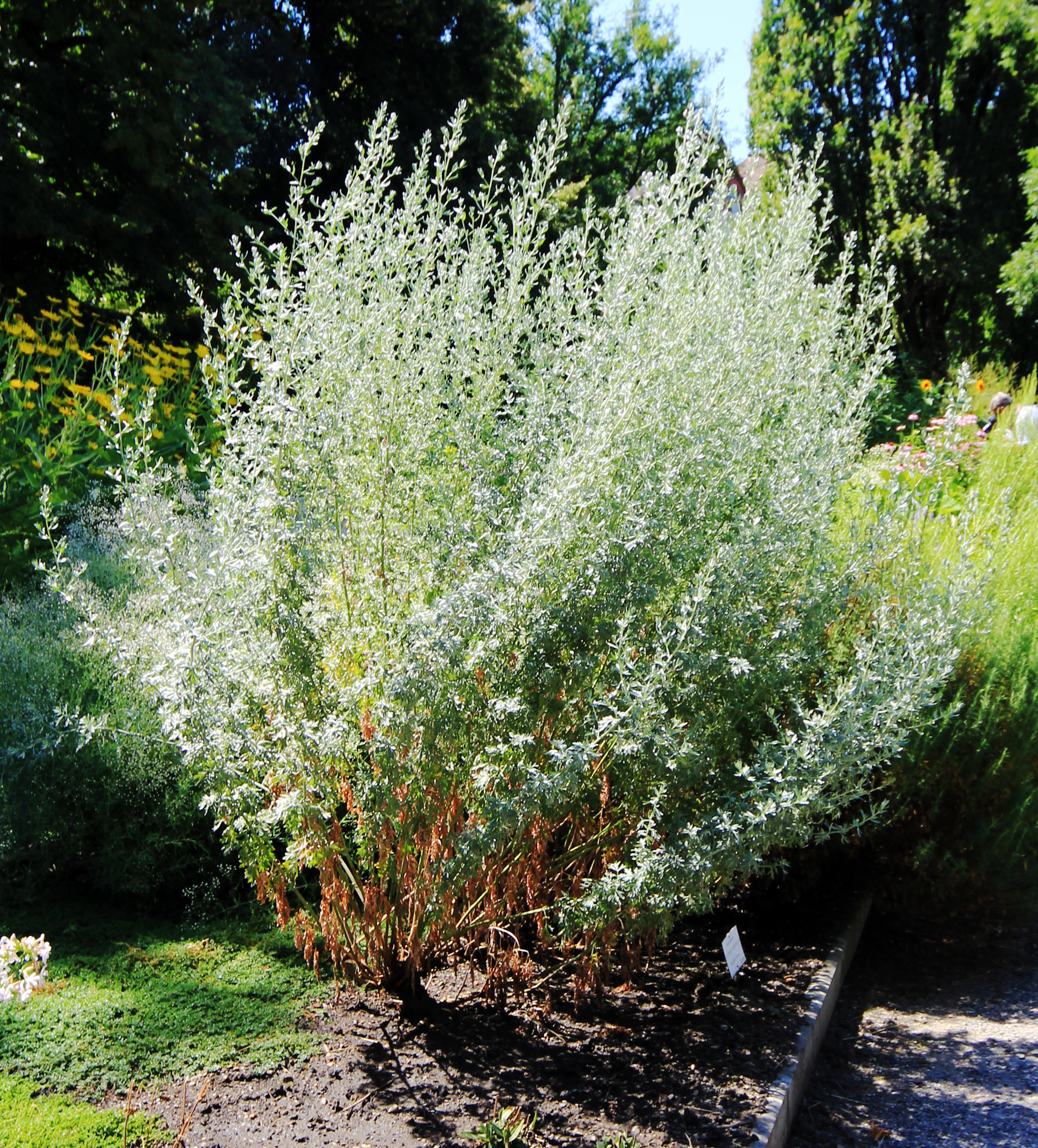
V Pražské botanické zahradě

Obvykle se podává formou nálevu. Jako koření slouží čerstvé nebo sušené mladé listy, popř. dosud nezdřevnatělé části natě. Pelyněk se používá při přípravě mnoha hořkých či nahořklých alkoholických (likér Absint a víno Vermut) i nealkoholických (tonic) nápojů. Do pokrmů se přidává jen několik málo listů, a to především k tučným vařeným nebo pečeným masům, čímž se nejen zvýrazní jejich chuť, ale napomůže se i jejich lepšímu strávení. Pro tyto své léčivé účinky je pelyněk užíván také ve farmacii jako stomachicum a digestivum a byl jako takový znám ve starověku, jak se dovídáme ze spisů Dioscorida i Plinia. Užívá se při nechutenství, střevních a žlučníkových kolikách, menstruačních bolestech, proti hlístům. Droga zvyšuje sekreci zažívacích šťáv a tlumí křeče.
Je však třeba se vyvarovat nadměrných dávek. Droga není vhodná pro dlouhodobou léčbu. Předávkování se projevuje poruchami čití a vědomí, bolestí hlavy, nutkáním na dávení a dalšími nepříjemnými příznaky. Pelyněk by neměly užívat těhotné a kojící ženy, jelikož thujon v něm obsažený může ve větších dávkách způsobit hyperaemii (překrvení) malé pánve a v některých případech zapříčinit i potrat.